# جايسون سكوت (مجدف)
جايسون سكوت (بالإنجليزية: Jason Scott) هو مجدف أمريكي، ولد في 11 فبراير 1970 في سياتل في الولايات المتحدة.

## وصلات خارجية
- جايسون سكوت على موقع الاتحاد الدولي للتجديف (الإنجليزية)
- جايسون سكوت على موقع اللجنة الأولمبية الدولية (الإنجليزية)
- جايسون سكوت على موقع أوليمبيديا (الإنجليزية)